# Geryon trispinosus
Geryon trispinosus is een krabbensoort uit de familie van de Geryonidae. De wetenschappelijke naam van de soort is voor het eerst geldig gepubliceerd in 1803 door Herbst.